# No Authority (Boyband)
No Authority war eine amerikanische Boyband, die bei Michael Jacksons Plattenlabel MJJ Music unter Vertrag war. Sie sind bekannt für ihre Singles Don't Stop, One More Time, Girlfriend (die auf dem Soundtrack von Trippin' zu hören war), Can I Get Your Number und What I Wanna Do.

## Karriere
Die Gruppe, deren Mitglieder ursprünglich aus Josh Keaton, Ricky Godinez (der jetzt unter dem Namen Ricky Rebel auftritt), Eric „Stretchy“ Stretch und Danny Zavatsky bestanden, war in Los Angeles, Kalifornien, ansässig. Sie traten in lokalen Veranstaltungen in der Gegend von Los Angeles auf, bis ein Musikproduzent ein von ihnen aufgenommenes Demotape an Michael Jackson persönlich schickte. Später nahm er sie unter einen Plattenvertrag mit seinem Label MJJ music.
Ihre Debütsingle „Don't Stop“ wurde von Rodney „Darkchild“ Jerkins geschrieben und produziert. Es war ein mäßiger Hit in den Billboard Pop und Urban Charts. Ihr Debütalbum Keep On wurde ebenfalls von Rodney Jerkins produziert und später bei den Labels MJJ und Sony Work mit mäßigem Erfolg veröffentlicht. Danach veröffentlichten sie noch einige andere Singles aus ihrem Debütalbum, die erfolglos blieben. Die Single "Girlfriend" erschien auf dem Original-Soundtrack von Trippin'.
No Authority tourte in dieser Zeit zweimal durch Europa und eröffnete für Aaron Carter das Kids Go Music Festival. Die Gruppe reiste auch nach Kanada, um auf dem YTV Psyko Blast Konzert aufzutreten.
Josh Keaton zog sich aus der Gruppe zurück, während Godinez, Stretch und Zavatsky in der Gruppe blieben. Tommy McCarthy trat der Gruppe kurz nach Keatons Ausscheiden bei, und die Gruppe erhielt einen Plattenvertrag bei Maverick. Sie veröffentlichten die Single „Can I Get Your Number“, Platz 18 der Billboard Charts erreichte und ihre dritte Single „I'm Telling You This“ wurde im Film Rugrats in Paris verwendet, der mit Gold ausgezeichnet wurde. Ihr mit dem Bandnamen gleichnamiges zweites Album, das bei Maverick Records erschien, war kommerziell überhaupt nicht erfolgreich. Die Gruppe löste sich kurz darauf auf.
Die Gruppe tourte und trat mit Britney Spears (für die sie die Vorgruppe bei ihrer "Oops! I Did It Again"-Tournee waren), Destiny’s Child, Jessica Simpson, 98 Degrees, und dem All That! Music and More Festival, nachdem sie in einer Folge der Nickelodeon-Show All That! aufgetreten waren.
Josh Keaton ist bekannt als die Stimme von Spider-Man und Spyro dem Drachen. Ricky Rebel (der während seiner Zeit in der Gruppe als Ricky Godinez bekannt war) tritt immer noch auf und war auf Tournee als Backgroundsänger mit Britney Spears.

## Diskografie

### Alben
| Jahr | Albumtitel   |
| ---- | ------------ |
| 1997 | Keep On      |
| 2000 | No Authority |

### Singles
| Jahr | Songtitel             |
| ---- | --------------------- |
| 1997 | Don't Stop            |
| 1998 | Up and Down           |
| 1998 | One More Time         |
| 1999 | Girlfriend            |
| 1999 | What I Wanna Do       |
| 2000 | Can I Get Your Number |